# Windtunnel

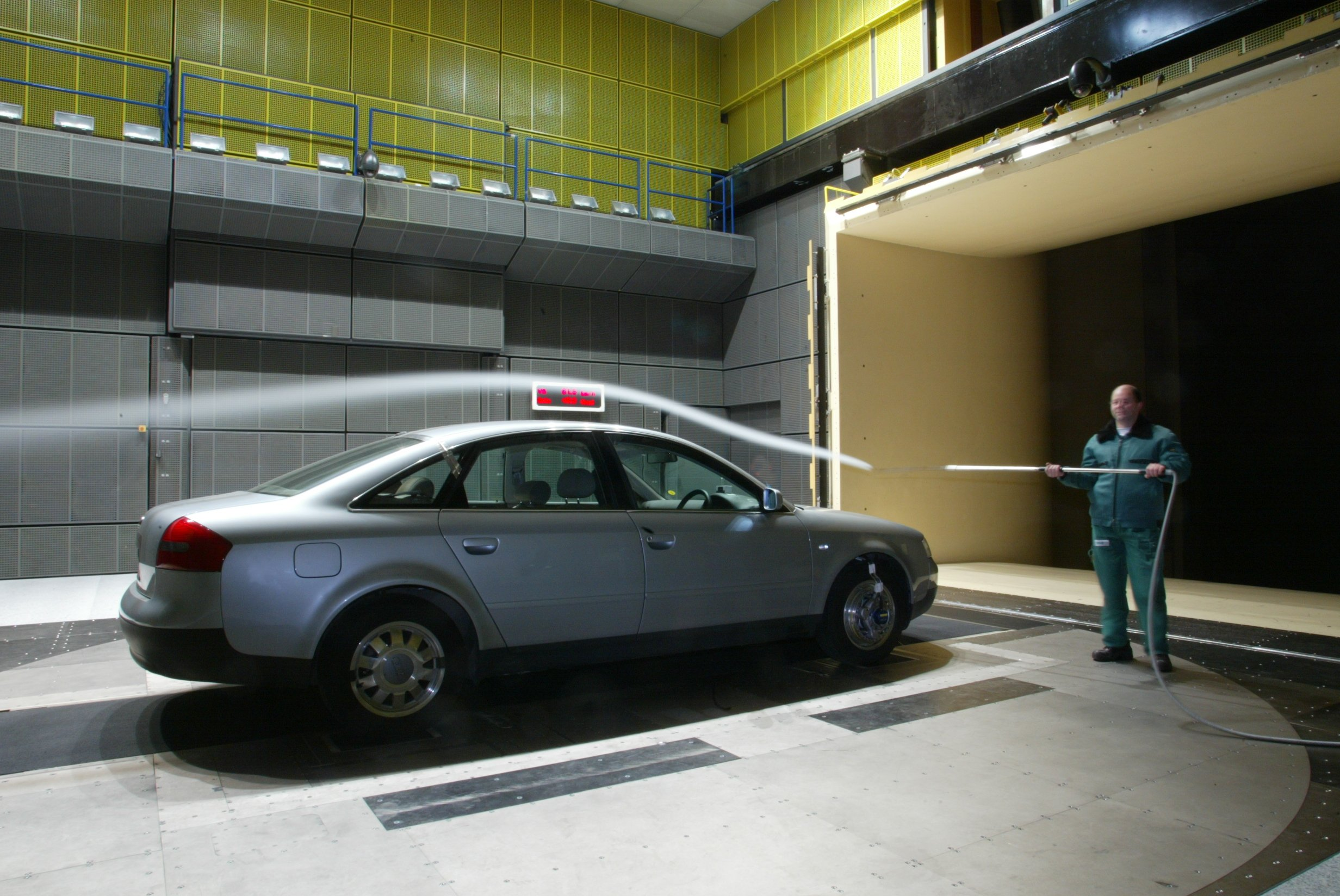
Audi A6 in de windtunnel

Een windtunnel is een laboratoriumfaciliteit waarmee onderzoek gedaan kan worden naar de aerodynamische eigenschappen van een voorwerp. Door lucht onder gecontroleerde omstandigheden langs deze voorwerpen te laten stromen kan men het effect van de lucht op het voorwerp, en omgekeerd van het voorwerp op de luchtstroom, bepalen. De kennis die hiermee vergaard wordt, wordt vervolgens gebruikt om het ontwerp van het voorwerp zodanig aan te passen dat het zich optimaal zal gedragen wanneer het zelf met (grote) snelheid door de lucht beweegt.
Windtunnels worden ingezet bij het ontwerpen van vliegtuigen of onderdelen daarvan en in de automobielindustrie, maar ook om het effect van de wind op bouwconstructies te bepalen, in de sport om de juiste houding te bepalen van schaatsers of wielrenners en om een skydive te simuleren.

## Ontwerp
Er zijn twee typen windtunnels:
- open windtunnel: het testobject bevindt zich hier in een grote open ruimte waar de lucht doorheen stroomt. In dit type tunnel zal met name met lagere windsnelheden worden gewerkt. Testobjecten ter grootte van een vrachtauto kunnen vaak nog op ware grootte worden getest. In sommige tunnels kan het testobject boven een bewegende vloer (rolband) geplaatst worden, zodat ook de grondeffecten kunnen worden bepaald.
- gesloten windtunnel: een op schaal uitgevoerd model van het testobject bevindt zich in een kleine meetruimte. De windsnelheden waarmee gewerkt wordt kunnen in dit type windtunnel veel hoger zijn. Dit type zal met name gebruikt worden voor onderzoek naar de effecten op vliegtuig- en raketonderdelen die zich met zeer hoge snelheden door de lucht zullen bewegen.

## Meetinstrumentarium

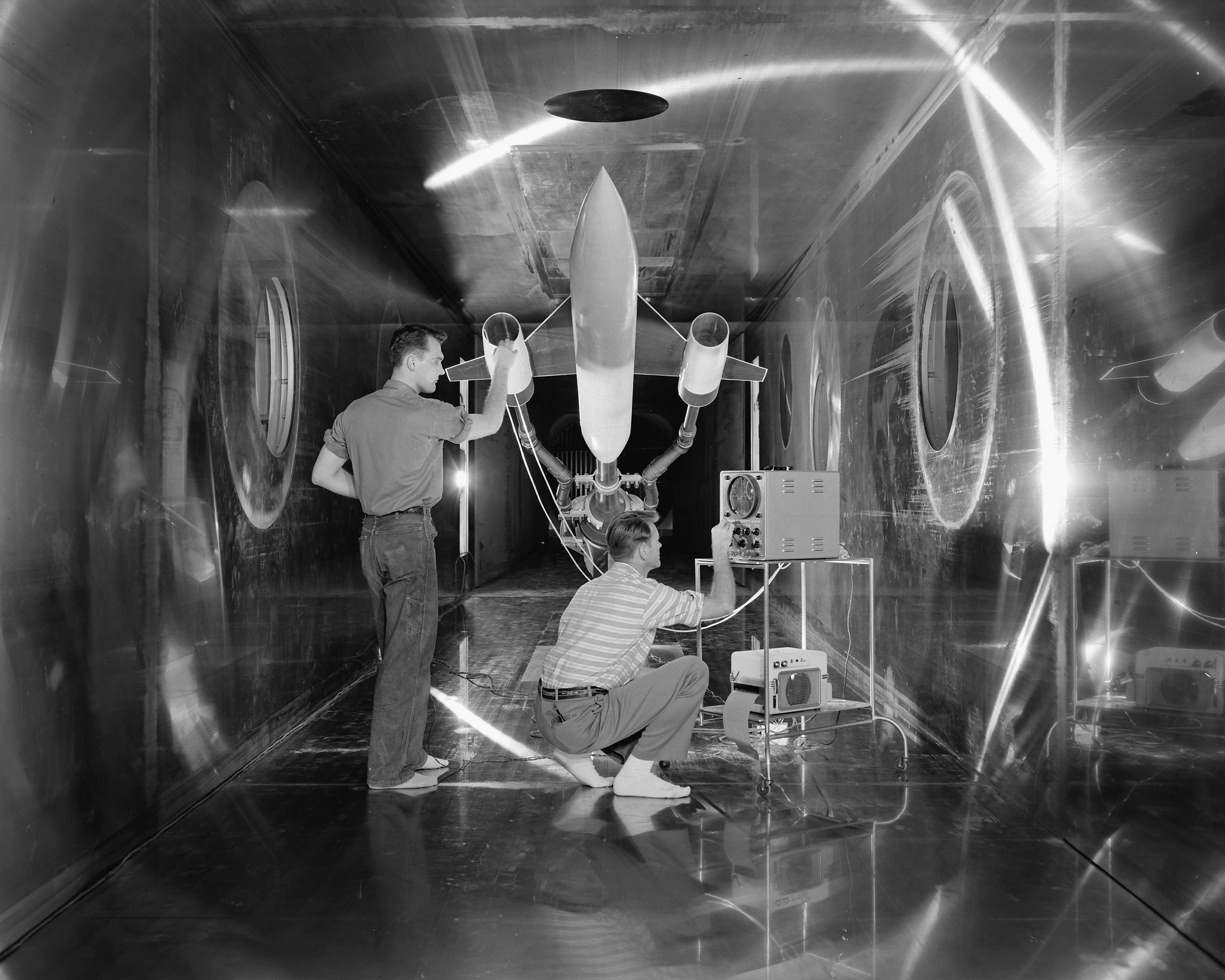
Instellen van het meetobject

Afhankelijk van het doel en de gewenste nauwkeurigheid van de metingen kunnen de luchtstroming en de effecten op het testobject gevisualiseerd dan wel gemeten worden:
- door rook te injecteren in de luchtstroom worden wervelingen rond het object zichtbaar.
- door wollen draadjes aan het oppervlak van het testobject te lijmen worden lokale verschillen en/of wervelingen zichtbaar.
- door plaatsing van een pitotbuis om de luchtsnelheid op een bepaald punt rondom het object te meten.
- door met een balans de druk te meten op (delen van) het object. Hiertoe wordt het schaalmodel doorgaans uitgerust met rekstrookjes.

## Windtunnelfaciliteiten in Nederland en België
- Het Nationaal Lucht- en Ruimtevaarlaboratorium heeft de beschikking over een viertal verschillende windtunnels die worden geëxploiteerd door de German-Dutch Wind Tunnels DNW, een samenwerkingsverband van NLR met haar Duitse zusterorganisatie DLR. De tunnels van NLR staan in Amsterdam en Marknesse in de Noordoostpolder.
- De op een na grootste windtunnel van Nederland wordt gerealiseerd aan de TU Delft. Naar verwachting vanaf eind 2007 heeft men hier de beschikking over een open-straalwindtunnel waarmee aan objecten tot een diameter van 1,80 m gemeten kan worden zonder invloed van de wanden van de tunnel.
- TNO in Apeldoorn heeft de beschikking over een grenslaagwindtunnel die voornamelijk gebruikt wordt om verspreidingsmodellen te ontwikkelen die gebruikt worden bij onderzoek naar luchtverontreiniging, calamiteitenbestrijding.
- De firma Peutz beschikt in Mook over een gesloten grenslaagwindtunnel. De tunnel wordt met name ingezet voor het bepalen van het windklimaat in stedelijke omgeving, ter ondersteuning van advies op het gebied van windbelasting op bouwconstructies en voor onderzoek op het gebied van verspreiding van vervuiling in de stedelijke context.
- De grootste windtunnel van België staat in het Von Karman instituut in Sint-Genesius-Rode. Die windtunnel bevat onderdelen van de eerste hypersonische windtunnel in Europa. Deze is afkomstig uit Peenemünde en werd gebruikt om de eerste V1- en V2-raketten te controleren.[1]
- De afdeling Fysische en regionale geografie van de Katholieke Universiteit Leuven beschikt over een windtunnel.
- De faculteit Landbouwkundige en Toegepaste Biologische Wetenschappen van de Universiteit Gent beschikt over een windtunnel waarmee onder andere driftmodellen voor landbouwbestrijdingsmiddelen worden ontwikkeld.
- De Koninklijke Militaire school te Brussel beschikt eveneens over verschillende windtunnels.
- Op de Universiteit Twente in Enschede is er een windtunnel bij de vakgroep Technische Stromingsleer (Engineering Fluid Dynamics). Dit is een aeroakoestische (stille)  windtunnel  met een testsectie van 0,9×0,7 m in een ISO-gecertificeerde anechoische kamer van 6×6×4 meter. De windtunnel is volledig gerenoveerd in 2018.[2] In dezelfde vakgroep is ook een supersone windtunnel.
- Het departement Mechanical engineering van de Vrije Universiteit Brussel beschikt over een open circuit windtunnel van 1 meter hoog, 2 meter breed en 12 meter lang.
- Flanders' Bike Valley, een innovatiecentrum voor de fietsindustrie te Beringen bezit een windtunnel die 2,5 meter hoog, 2,5 meter breed en 50 meter lang is.[3]

## Windtunnel voor het testen van ventilatoren
Er zijn 2 manieren voor het testen van ventilatoren mogelijk: een complete ventilator of een waaier op een hydraulische installatie. Via twee meetbuizen kunnen zowel lagere volumestromen (tot 30.000 m³/h), alsook hogere (tot 60.000 m³/h) nauwkeurig gemeten worden.
De bepaling van de Q/h-kromme van de ventilator is een van de belangrijkste doelstellingen.

## Windtunnel voor recreatieve doeleinden
Er is een mogelijkheid om ook voor recreatieve doeleinden een windtunnel te betreden, bijvoorbeeld om een parachutesprong te simuleren. Tegenwoordig is het mogelijk dit te combineren met virtual reality, waardoor de simulatie realistischer wordt.